# Digitalis ciliata
Digitalis ciliata là một loài thực vật có hoa trong họ Mã đề. Loài này được Trautv. mô tả khoa học đầu tiên năm 1866.

## Hình ảnh

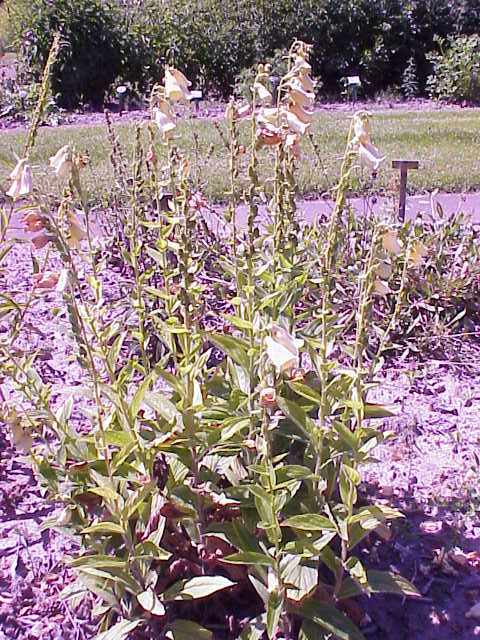